# Petteri Nokelainen
Antti Petteri Nokelainen (* 16. Januar 1986 in Imatra) ist ein ehemaliger finnischer Eishockeyspieler, der im Verlauf seiner aktiven Karriere zwischen 2002 und 2016 unter anderem 266 Spiele für die New York Islanders, Boston Bruins, Anaheim Ducks, Phoenix Coyotes und Canadiens de Montréal in der National Hockey League (NHL) auf der Position des Centers bestritten hat. Seinen größten Karriereerfolg feierte Nokelainen jedoch im Trikot der finnischen Nationalmannschaft mit dem Gewinn der Goldmedaille bei der Weltmeisterschaft 2011.

## Karriere
Petteri Nokelainen begann seine Karriere als Eishockeyspieler 2002 in seiner finnischen Heimat bei SaiPa Lappeenranta aus der SM-liiga. Dort spielte er insgesamt drei Jahre lang. Während des NHL Entry Draft 2004 wurde der Finne von den New York Islanders in der ersten Runde als insgesamt 16. Spieler gewählt. Nokelainen blieb noch eine weitere Saison in Finnland, ehe er im Sommer 2005 zu den Islanders wechselte. In seiner ersten Spielzeit traf Nokelainen einmal in 15 Spielen für das Team aus New York, allerdings fiel er monatelang aufgrund einer schweren Knieverletzung aus. Die folgende Saison spielte er ausschließlich für das Farmteam der Islanders aus der American Hockey League, die Bridgeport Sound Tigers.
Am 11. September 2007 wurde Nokelainen für Ben Walter und ein konditionales Zweitrunden-Wahlrecht im NHL Entry Draft 2008 an die Boston Bruins abgegeben. Auch dort kam Nokelainen zunächst für das AHL-Farmteam Bostons, die Providence Bruins, zum Einsatz, jedoch setzte er sich schließlich in der National Hockey League durch und bestritt 57 Spiele in seiner ersten Saison bei den Bruins, mit denen er die Playoffs erreichte. Ab dem Sommer 2008 spielte Nokelainen ausschließlich für das NHL-Team der Bruins, die ihn am 4. März 2009 im Tausch für Steve Montador zu den Anaheim Ducks transferierten. Nach einem Jahr an der Westküste wechselte er zu den Phoenix Coyotes. Im August 2010 unterzeichnete Nokelainen einen auf zwei Jahre befristeten Vertrag bei Jokerit Helsinki. Im Mai 2011 kehrte er allerdings nach Phoenix zurück.
Im Oktober 2011 transferierten ihn die Phoenix Coyotes gemeinsam mit Garrett Stafford im Austausch für Brock Trotter und einem Siebtrunden-Wahlrecht im NHL Entry Draft 2012 zu den Canadiens de Montréal. Montréal verlängerte seinen auslaufenden Vertrag im Juni 2012 um ein Jahr und setzte ihn in der folgenden Saison ausschließlich bei den Hamilton Bulldogs in der AHL ein.
Am 16. August 2013 unterschrieb Nokelainen einen Vertrag über ein Jahr Laufzeit bei Brynäs IF aus der Svenska Hockeyligan. Die Saison 2014/15 begann der Angreifer zunächst beim russischen Klub Torpedo Nischni Nowgorod in der Kontinentalen Hockey-Liga, wurde jedoch bereits im November 2015 freigestellt. Nach mehrmonatiger Vereinslosigkeit, kehrte der Finne im Sommer 2015 in seine Heimat zurück und schloss sich seinem Ausbildungsverein SaiPa Lappeenranta aus der Liiga an. Dort beendete er nach der Saison 2015/16 im Alter von 30 Jahren seine Karriere als Aktiver.

## Erfolge und Auszeichnungen
- 2004 Bronzemedaille bei der U20-Junioren-Weltmeisterschaft
- 2004 Topscorer der U18-Junioren-Weltmeisterschaft (gemeinsam mit Lauri Korpikoski, Lauri Tukonen und Roman Woloschenko)
- 2004 Bester Vorlagengeber der U18-Junioren-Weltmeisterschaft (gemeinsam mit sieben weiteren Spielern)
- 2011 Goldmedaille bei der Weltmeisterschaft

## Karrierestatistik

### International
Vertrat Finnland bei:
| - U18-Junioren-Weltmeisterschaft 2003 - U20-Junioren-Weltmeisterschaft 2004 - U18-Junioren-Weltmeisterschaft 2004 | - U20-Junioren-Weltmeisterschaft 2005 - Weltmeisterschaft 2011 |

(Legende zur Spielerstatistik: Sp oder GP = absolvierte Spiele; T oder G = erzielte Tore; V oder A = erzielte Assists; Pkt oder Pts = erzielte Scorerpunkte; SM oder PIM = erhaltene Strafminuten; +/− = Plus/Minus-Bilanz; PP = erzielte Überzahltore; SH = erzielte Unterzahltore; GW = erzielte Siegtore; 1 Play-downs/Relegation; Kursiv: Statistik nicht vollständig)